# Kamionka (powiat krośnieński)
Kamionka – wieś w Polsce położona w województwie podkarpackim, w powiecie krośnieńskim, w gminie Dukla.
Wieś prawa wołoskiego w latach 1501–1550, położona w ziemi sanockiej województwa ruskiego. W latach 1975–1998 miejscowość należała administracyjnie do województwa krośnieńskiego.